# Bankilaré (département)
Bankilaré est un département de la région de Tillabéri au Niger.

## Géographie
Le département s'étend sur la rive droite du Niger à l'ouest de la région de Tillabéri, sur une superficie de 1 433 km2. Il est pratiquement enclavé dans le département de Téra sauf au sud-ouest où il est frontalier de la province burkinabée de Séno.
|      | Téra      |      |
| Téra | Bankilaré | Téra |
| Séno | Téra      |      |

## Histoire
Le Poste Administratif de Bankilaré est instauré en 1959 pour administrer uniquement les populations nomades dispersées dans les différents cantons songhay de la zone et relevant des chefferies de groupement peul et kel tamasheq, il est séparé en 2011 du département de Téra et élevé au statut départemental,.

## Population
Selon le recensement général de la population et de l'habitat de 2012, le département compte 84 893 habitants. De 2001 à 2012, la population a augmenté en moyenne de 11 % par an (pour un accroissement national moyen de : 3,9 %). Les trois éthnies principales sont les Songhaïs, les Peuls et les Touaregs (ou Kel Tamasheq).

## Administration
Le département couvre une commune rurale : 
- Bankilaré